# Тан пін
Тан пін (кит.: 躺平; піньїнь: tǎng píng; літ.: lying flat, лежання плазом) — форма соціального протесту в Китаї.

## Історія
У квітні 2021 року на інтернет-форумі Baidu Tieba з'явилось повідомлення Луо Хуачжуна (користувача «Добрий мандрівник»), в якому йшлося про причини скромного мінімалістського способу життя. У 2016 році 26-річний Луо звільнився з роботи на фабриці, бо почував себе спустошеним. Потім він проїхав на велосипеді 2100 км (1300 миль) від Сичуані до Тибету, а згодом повернувся до приморського міста Цзянде, провінції Чжецзян, де проводить час за читанням філософії та виконує кілька випадкових заробітків.
Історія Луо швидко набрала популярність у соціальних мережах, стала обговорюватися і незабаром стала модним слівцем на Sina Weibo та Douban. Ідея отримала високу оцінку багатьох та надихнула на створення численних мемів і була описана як свого роду духовний рух. Центр моніторингу та дослідження національних мовних ресурсів, установа, що входить до складу Міністерства освіти Китаю, включив назву до списку 10 найпопулярніших мемів 2021 року в китайському Інтернеті. Китайський пошуковик Sogou також включив це слово до списку найпопулярніших мемів.
На думку ідеолога тан пін, байдуже ставлення до життя у китайців викличе відмову від громадського компромісу на нейтральне сприйняття перевтоми та визнання безглуздими вимог працювати з 09:00 до 21:00, шість днів на тиждень через парадокс законів спадної віддачі.
На відміну від соціальної замкнутості японських хікікоморі, молоді китайці, що дотримуються принципу «лежати плазом», не ізольовані від суспільства, а просто вважають за краще знизити свої професійні та економічні амбіції та спростити свої цілі, залишаючись при цьому фінансово продуктивними для задоволення нагальних потреб, віддавати пріоритет психологічному здоров'ю, а не економічному матеріалізму [Архівовано 7 квітня 2022 у Wayback Machine.].
Письменник Ляо Цзенху описав «лежання плазом» як рух опору, The New York Times назвав його частиною китайської контркультури, що зароджується. Тан пін також порівнюють з великою відмовою від праці, хвилею звільнень з роботи, яка почалася в США і більшій частині західного світу приблизно в той же час. 
Основні принципи тан пін прямо протилежні державним установкам широкомасштабна система моніторингу та системі соціального рейтингу:
- пріоритет спокою;
- робота без фанатизму;
- цінування часу;
- не гнатися за загальноприйнятим соціальним успіхом.

## Заборона
Хоча зовні прагнення тан пін були швидко зацензуровані, китайці продовжують думати й обговорювати ідею. Адже проблема такого базового права, як нормований робочий день, нікуди не ділася, тому основне питання полягає в тому, в яких формах ідеї тан пін будуть застосовуватися молодими людьми в КНР надалі.